# Шизотимия
Шизотимия (от др.-греч. σχίζω «расщеплять», «раскалывать» и θῡμός «душа, чувства, мысли, образ мыслей»; нем. Schizothymie) — нормальная разновидность характера и биотип (тип телосложения), сходный с биотипом людей с шизофренией. Понятие введено немецким психиатром Эрнстом Кречмером. Отличительная черта — сенситивность, замкнутость (интроверсия) и дистанцированность, а также слабая выразительность эмоциональных проявлений (уплощение аффекта). Переходные формы между здоровьем и болезнью у лиц с шизотимическими чертами называются шизоидными, а болезненная форма — шизофренией. Шизотимия не является признаком психического расстройства, но дезадаптивное усиление нормальных шизотимических особенностей называется шизоидным расстройством личности.

## Строение тела и краткая характеристика
По Кречмеру, шизотимический характер наблюдается чаще у людей с атлетическим, астеническим, диспластическим и смешанным типом телосложения, аналогичное телосложение и у больных шизофренией:52. Грубые дисплазии чаще встречаются у шизофреников и лиц с шизоидным расстройством личности. Кречмер предполагал, что между строением тела атлетиков, астеников и некоторых диспластиков и психическим предрасположением к шизофрении существует ясное биологическое родство:52.
У лиц с шизотимией, как правило, альтернативный образ мыслей и чувств. Часто наблюдается неадекватность раздражению, например в виде задержки или «деревянности».

## Пропорции темперамента
Люди с шизотимическим характером обладают «психэстетической пропорцией» (нем. psychästhetische Proportion): от крайне повышенной чувствительности — гиперстезии (др.-греч. ὑπέρ — «сверх» и αἴσθησις — «чувство») до эмоциональной холодности — анестезии (от др.-греч. ἀν- — отрицательная приставка, «не-» и αἴσθησις). Противоположный тип, циклотимический, обладает «диатетической пропорцией» — от приподнятости (веселья) к подавленности (грусти).

## Жизненные установки
Жизненная установка шизотимиков состоит в самоудовлетворённости, в создании внутреннего мира и внутренней жизни, изолированной индивидуальной области, создании чуждого реальности мира грёз, идей и принципов.

## Типы шизотимиков
Кречмер выделял следующие типы шизотимиков:
- Тонкочувствующие аристократы;
- Сухие и параличные;
- Чуждые миру идеалисты;
- Холодные властные натуры и эгоисты.

Также выделяются типы по способности к аффицированию (психэстезия и настроение):
- Шизотимики гиперэстетики (нем. Hyperästhetiker): самоуглублённые, идеалисты, нежные, раздражительные, нервозные.
- Шизотимики анэстетики (нем. Anästhetiker): холодные, холодно нервозные, аффективно слабые, взбалмошные чудаки, бездельники.
- Шизотимные — среднее положение (нем. Schizothyme Mittellagen): хладнокровно энергичные, спокойно аристократические, систематически последовательные.

## Упорядочивающие принципы мышления
В шизофреническом мышлении (и аналогично в духовном направлении здоровых шизотимиков) два вида упорядочивающих принципов — логически-категориальный и сферически-агглютинирующий — часто распадаются и затем вместе выделяются отдельно в чистом виде. Так, у шизотимиков получаются с одной стороны строго логически-систематические формы мировоззрения, сухие и точные, а с другой стороны — насквозь мистически-иррациональные формы. Они как у психически больного шизофренией, так и у великого шизотимического философа образуют, по словам Кречмера, «часто замечательные комбинации».

## Известные шизотимики
Кречмер приводит в качестве примера следующих шизотимиков-поэтов: Фридрих Гёльдерлин, Фридрих Шиллер, Юстинус Кернер, Людвиг Уланд, Новалис, Август фон Платен, Торквато Тассо. Это в основном группа романтиков и патетиков, со склонностью к идеалистической форме и содержанию. Гёльдерлин и, вероятно, Тассо страдали шизофренией. Платен имел извращённые влечения и шизоидное расстройство личности.